# 池頼広
池 頼広（いけ よしひろ、1963年8月25日 - ）は、日本の作曲家、アレンジャー、ベーシスト。神奈川県出身。主にドラマやアニメなどの劇伴音楽を手掛けている。
インターネット上では「池頼 広」のような誤記が見られるが、苗字は「池」。また作品によっては「いけよしひろ」名義を使用することもある。

## 略歴
- 1987年 - 映像と音楽の融合を目的としたバンド「AIKE BAND」のメンバーとしてNECアベニューよりメジャーデビュー。
- 1988年 - 「AIKE BAND」モントルー・ジャズ・フェスティバルに出演。ロサンゼルスにてデビッド・T・ウォーカーのソロ・アルバム『アヒムサ』にベーシストとして参加。
- 1989年 - ロサンゼルスを中心に活動を広げ、一流ミュージシャンとのレコーディングにアレンジャー/ベーシストとして参加する。
- 2001年 - 第4回文化庁メディア芸術祭アニメーション部門大賞受賞[1]、第55回毎日映画コンクールで大藤信郎賞を『BLOOD THE LAST VAMPIRE』が受賞。
- 2005年 - 話題を呼んだドラマ『女王の教室』（日本テレビ）で音楽を担当。
- 2006年 - 第9回文化庁メディア芸術祭アニメーション部門の優秀賞を『かみちゅ!』が受賞[2][3]。
- 2007年 - デビュー20周年記念ベスト・アルバム『Ike Yoshihiro The BEST -20th Anniversary Selection-』をリリース。
- 2007年 - CM『ASIENCE 〜 髪は女の命』が、ロンドンインターナショナルアワードのTelevision / Cinema部門でゴールド賞を受賞。
- 2008年 - 国際ドラマフェスティバル in TOKYO 東京ドラマアウォード2008で「ケータイ捜査官7」がキッズ&ヤング部門賞を受賞[4]。
- 2012年 - 『探偵はBARにいる』で第35回日本アカデミー賞優秀音楽賞受賞[5]。
- 2023年 - 『ハケンアニメ!』で第46回日本アカデミー賞優秀音楽賞受賞。

## 主な作品

### テレビドラマ
- 相棒 - 全Season
- リング 〜事故か 変死か 4つの命を奪う少女の怨念〜（1995年）
- 幻想ミッドナイト（1997年）
- 京都迷宮案内（1999年 - 2003年）
  - 新・京都迷宮案内（2003年 - ）
- 舞妓さんは名探偵!（1999年）
- 隣人は秘かに笑う（1999年）
- Gセイバー（G-SAVIOUR）（1曲のみ、2000年）
- 天国に一番近い男（2001年・教師編、仲西匡と担当）
- オヤジ探偵（2001年、2002年）
- 異議あり!女弁護士大岡法江（2004年）
- 負け犬の遠吠え（2004年）
- 一番大切な人は誰ですか?（2004年）
- ラストプレゼント 娘と生きる最後の夏（2004年）
- 黒いバッグの女（2006年）
- 女王の教室（2005年）
- 野ブタ。をプロデュース（2005年）
- ギャルサー（2006年）
- たったひとつの恋（2006年）
- 演歌の女王（2007年）
- 受験の神様（2007年）
- 死ぬかと思った（2007年）
- 斉藤さん（2008年）
  - 斉藤さん2（2013年）
- おシャシャのシャン!（2008年）
- ケータイ捜査官7（2008年）
- ゴンゾウ 伝説の刑事（2008年）
- OLにっぽん（2008年）
- 本日も晴れ。異状なし（2009年）
- ゴッドハンド輝（2009年）
- MW-ムウ-第0章〜悪魔のゲーム〜（2009年）
- NHKスペシャル『エジプト発掘』（2009年）
- だましゑ歌麿（2009年）
  - だましゑ歌麿2（2012年）
  - だましゑ歌麿3（2013年)
- ギネ 産婦人科の女たち（2009年）
- ミステリーロマン 古代エジプト（2009年）
- 曲げられない女（2010年）
- 853〜刑事・加茂伸之介（2010年）
- GOLD （2010年、千住明と担当）
- 美しい隣人（2011年）
- リバウンド（2011年）
- ヤング ブラック・ジャック（2011年）
- 幸福の黄色いハンカチ（2011年・日本テレビドラマ版）
- QP（2011年）
- 家政婦のミタ（2011年）
- O-PARTS〜オーパーツ〜（2012年）
- ブラックボード〜時代と戦った教師たち〜（2012年）
- 都市伝説の女（2012年）
  - 都市伝説の女2（2013年）

- クレオパトラな女たち（2012年）
- サキ（2013年）
- 信長のシェフ part1（2013年）
  - 信長のシェフ part2（2014年）
- 最も遠い銀河（2013年）
- 水木しげるのゲゲゲの怪談（2013年）
- 東京スカーレット〜警視庁NS係（2014年）
- タイムスパイラル（2014年）
- ○○妻（2015年）
- デザイナーベイビー - 速水刑事、産休前の難事件 -（2015年）
- スミカスミレ 45歳若返った女（2016年）
- 時をかける少女（2016年）
- 全力失踪（2017年）
  - 大全力失踪（2019年）
- パパとなっちゃんのお弁当（2023年）

### テレビ番組
- 世界超密着TV!ワレワレハ地球人ダ!!（2000年）
- B.C.ビューティー・コロシアム（2001年）

### アニメーション
- Sci-Fi HARRY（2000年）
- スシアザラシ（2000年）
- ソニックX（2003年）
- SDガンダムフォース（2004年）
- OVAL×OVER（2005年）
- かみちゅ!（2005年）
- こみっくパーティーRevolution（2005年）
- Ergo Proxy（2006年）
- FLAG（2006年）
- REIDEEN（2007年）
- もっけ（2007年）
- テレパシー少女 蘭（2008年）[6]
- ワールド・デストラクション 〜世界撲滅の六人〜（2008年）
- COBRA THE ANIMATION（2010年）
- TIGER & BUNNY（2011年）[7]
  - TIGER & BUNNY 2（2022年）
- 黒子のバスケ（第2期）（2013年）
  - 黒子のバスケ（第3期）（2015年）
- Super Seisyun Brothers -超青春姉弟s-（2013年）「いけよしひろ」名義
- 神撃のバハムート GENESIS（2014年）
  - 神撃のバハムート VIRGIN SOUL（2017年）
- DAYS（2016年）
- 舟を編む（2016年）
- ROBOMASTERS THE ANIMATED SERIES（2017年）
- いぬやしき（2017年）
- B：The Beginning（2018年）
- どろろ（2019年）
- かつて神だった獣たちへ（2019年）
- 聖闘士星矢: Knights of the Zodiac（2019年）
- シャドウバース（2020年）[8]
  - シャドウバースF（2022年）
- NOBLESSE -ノブレス-（2020年）
- B: The Beginning Succession（2021年）
- takt op.Destiny（2021年）[9]
- ヴァンパイア・イン・ザ・ガーデン（2022年）[10]
- アキバ冥途戦争（2022年）[11]
- 聖闘士星矢: Knights of the Zodiac バトル・サンクチュアリ（2023年）
- 戦隊大失格（2024年）[12]

### 映画
- 相棒 -劇場版- 絶体絶命! 42.195km 東京ビッグシティマラソン（2008年）
  - 相棒シリーズ 鑑識・米沢守の事件簿（2009年）
  - 相棒 -劇場版II- 警視庁占拠! 特命係の一番長い夜（2010年）
  - 相棒シリーズ X DAY（2013年）
  - 相棒 -劇場版III- 巨大密室! 特命係 絶海の孤島へ（2014年）
  - 相棒 -劇場版IV- 首都クライシス 人質は50万人! 特命係 最後の決断（2017年）
- 探偵はBARにいる（2011年）
  - 探偵はBARにいる2 ススキノ大交差点（2013年）
  - 探偵はBARにいる3（2017年）
- 新宿欲望探偵（1994年）
- らせん（1997年）
- BLOOD THE LAST VAMPIRE（2000年）
- コールドスコープ（2002年）
- 昭和歌謡大全集（2002年）
- ドラゴンヘッド（2003年）
- DEAD LEAVES（2004年）
- 欲望（2005年）
- フルサークル（2005年)
- ただ、君を愛してる（2006年）
- 最終兵器彼女（2006年）
- XX（エクスクロス） 魔境伝説（2007年）
- スピードマスター（2007年）
- 犯人に告ぐ（2007年）
- 秘密結社鷹の爪 THE MOVIE 〜総統は二度死ぬ〜（2007年） 鷹の爪団音楽隊 隊長
- 秘密潜入捜査官 ハニー&バニー（2007年）
- KIDS（2008年）
- 秘密潜入捜査官 ワイルドキャッツ in ストリップ ロワイアル（2008年）
- カフーを待ちわびて（2009年）
- MW-ムウ-（2009年）
- 僕の初恋をキミに捧ぐ（2009年）
- ゼブラーマン -ゼブラシティの逆襲-（2010年）
- 宇宙ショーへようこそ（2010年）
- Paradise Kiss（2011年）
- 忍たま乱太郎（2011年）
- HOME 愛しの座敷わらし（2012年）
- 劇場版 TIGER & BUNNY -The Beginning-（2012年）
  - 劇場版 TIGER & BUNNY -The Rising-（2014年）
- アシュラ（2012年）
- 少年H（2013年）
- 潔く柔く（2013年）
- すべては君に逢えたから（2013年）
- 聖闘士星矢 Legend of Sanctuary（2014年）
- 劇場版 ゆうとくんがいく（2014年）
- 小野寺の弟・小野寺の姉（2014年）
- 屍者の帝国（2015年）[13]
- ハーモニー（2015年）[14]
- 遊☆戯☆王 THE DARK SIDE OF DIMENSIONS（2016年）
- スキャナー 記憶のカケラをよむ男（2016年）
- GANTZ:O（2016年）
- CYBORG009 CALL OF JUSTICE（2016年）
- 虐殺器官（2017年）[15]
- 劇場版 黒子のバスケ LAST GAME（2017年）
- ハケンアニメ!（2022年）
- 聖闘士星矢 The Beginning（2023年）
- 沈黙の艦隊（2023年）
- 室町無頼（2025年）

### オリジナルビデオ
- 闘牌伝アカギ（1995年）
  - 雀魔アカギ（1997年）
- 真・女神転生 東京黙示録（1995年）
- 特務戦隊シャインズマン（1996年）
- ゆりかちゃん（1997年）
- 怪童丸（2001年）
- I'll/CKBC（2002年）
- 鴉 -KARAS-（2005年）
- SOS大東京探検隊2006（2006年）
- FREEDOM（2006年）
- 少女ファイト（2009年）
- COBRA THE ANIMATION『ザ・サイコガン』『タイム・ドライブ』（2010年）
- 装甲騎兵ボトムズ Case;IRVINE（2011年）

### ゲーム
- 三國志X（2004年）
  - 三國志11（2006年）
- DISASTER DAY OF CRISIS（2008年）
- TRINITY Zill O'll Zero（2010年）
- Shadowverse（2016年）

### その他
- 組曲『古墳』宮崎県西都原考古博物館用音楽
- テレビCM マルイノアニメ 「猫がくれたまぁるいしあわせ」（2018年）[16]

### アレンジ
- ANZA・シングルCD「見えない地図」（1999年）

### サウンドトラック
- らせん（1997年）
- 隣人は秘かに笑う（1999年）
- サイファイハリー（2000年）
- 一番大切な人は誰ですか?（2004年）
- SDガンダムフォース（2004年）
- ドラゴンヘッド（2004年）
- デッドリーブス（2004年）
- こみっくパーティー（2005年）
- かみちゅ!（2005年）
- 女王の教室（2005年）
- 野ブタ。をプロデュース o.s.t オリジナル・サウンドトラック（2005年）
- 「たったひとつの恋」o.s.t（2006年）
- 女王の教室 special edition -the best selection of 池 頼広-（2006年）
- 最終兵器彼女（2006年）
- 受験の神様（2007年）
- Ike Yoshihiro The BEST -20th Anniversary Selection-（2007年/2枚組40曲収録）
- 相棒-劇場版-オリジナルサウンドトラック（2008年）
- 相棒 Season 8 オリジナル・サウンドトラック（2009年）
- 相棒 ORIGINAL SOUNDTRACK Deluxe（2009年）
- 相棒シリーズ「鑑識・米沢守の事件簿」オリジナル・サウンドトラック（2009年）
- 相棒-劇場版II-オリジナルサウンドトラック（2010年）
- TIGER&BUNNY ORIGINAL SOUNDTRACK（2011年）
- 相棒 Season 10 オリジナル・サウンドトラック（2011年）
- 「相棒シリーズ X-DAY」オリジナルサウンドトラック（2013年）
- 相棒season11 オリジナルサウンドトラック（2013年）
- 映画「探偵はBARにいる2」 オリジナルサウンドトラック（2013年）
- 相棒・劇場版III-オリジナル・サウンドトラック（2014年）
- TVアニメ 黒子のバスケ オリジナルサウンドトラック Vol.3（2015年）
- 相棒season14 オリジナル・サウンドトラック（2016年）
- Yoshihiro Ike Works 2006-2016（2016年）
- Sasja - sings Ike's - 池頼広の世界（2016年）
- 劇場版『遊☆戯☆王 THE DARK SIDE OF DIMENSIONS』サウンドトラック（2016年）
- 相棒 劇場版IV オリジナルサウンドトラック（2017年）
- 相棒シーズン15〜18 オリジナルサウンドトラック（2020年）
- takt op.Destiny オリジナル・サウンドトラック（2022年）
- アニメ「TIGER & BUNNY 2」オリジナルサウンドトラック（2022年）